# Tela di Penelope

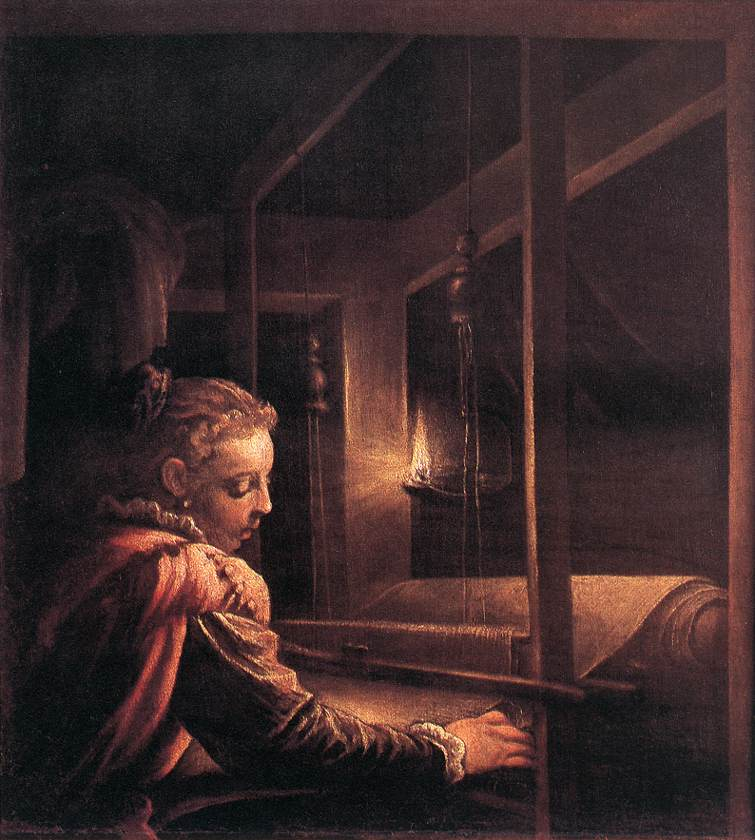
Leandro Bassano, Penelope al telaio

La tela di Penelope fu un celebre stratagemma, narrato nell'Odissea(opera di Omero), ideato da Penelope, la moglie di Ulisse che, per non addivenire a nuove nozze, stante la prolungata assenza da Itaca del marito Ulisse, aveva subordinato la scelta del pretendente all'ultimazione di quello che avrebbe dovuto essere il lenzuolo funebre del suocero Laerte. Per impedire che ciò accadesse, la notte disfaceva la tela che aveva tessuto durante il giorno.
A oprar si mise [...]

[...] Intanto,

Finché il giorno splendea, tessea la tela

Superba; e poi la distessea la notte

Al complice chiaror di mute faci.

Così un triennio la sua frode ascose,

E deluse gli Achei.»
(Omero, Odissea II, 121-122, 134-139. Traduzione di Ippolito Pindemonte)
Oggigiorno si cita la tela di Penelope per riferirsi a un lavoro intrapreso e adottato a mo' di alibi o che non avrà mai termine.